# Francisco Rebolo
Francisco Rebolo Gonsales (São Paulo, 22 de agosto de 1902 - São Paulo, 10 de julio de 1980) fue un pintor y futbolista brasileño. Era hijo de inmigrantes españoles, que llegaron a Brasil a finales del siglo XIX.
Vivió intensamente dos trayectorias. Primeramente, fue futbolista, desde 1917 hasta 1932. Actuó en el Corinthians de 1921 a 1927 y en el Ypiranga, ambos clubes de la ciudad de São Paulo. A partir de 1934 se hizo pintor.
Fue el creador del Grupo Santa Helena, del cual hicieron parte Fúlvio Pennacchi, Aldo Bonadei, Humberto Rosa, Manuel Martins, Clóvis Graciano, Mário Zanini, Alfredo Volpi y Alfredo Rizzotti.
Rebolo es considerado uno de los más importantes paisajistas de la pintura brasilera.[cita requerida] Su obra, con un total estimado superior a las 3000 pinturas, centenas de dibujos y un conjunto de cincuenta gravuras, elaboradas con diferentes técnicas, además de los paisajes, comprende también un expresivo conjunto de retratos, figuras, naturalezas muertas y flores. Hoy, las obras de Rebolo se encuentran en los principales museos del Brasil, forman parte del acervo de organismos culturales y gubernamentales y en colecciones particulares.
Rebolo es también el creador del actual escudo del Sport Club Corinthians Paulista, dibujado en la década de 1930.